# Martin Avenarius
Martin Avenarius (* 3. November 1965 in Hannover) ist ein deutscher Rechtswissenschaftler und Professor für Bürgerliches Recht, Römisches Recht sowie Neuere Privatrechtsgeschichte an der Universität zu Köln. Vom 1. November 2005 bis 31. März 2007 war er dort zugleich Studiendekan der Rechtswissenschaftlichen Fakultät.

## Werdegang
Von 1986 bis 1991 studierte er Jura sowie Slawische Philologie an den Universitäten in Göttingen und Wien. Sein Studium schloss er 1991 mit seinem Referendarexamen ab. Dem folgte 1992 die Promotion über Savignys Lehre vom intertemporalen Privatrecht in Göttingen und 1995 das Assessorexamen. Zwischen 1995 und 2002 war er am Institut für Römisches und Gemeines Recht der Universität Göttingen tätig. 1998 war er für einen Forschungsaufenthalt in Rom und arbeitete unter anderem an der Biblioteca Apostolica Vaticana und am Istituto di Diritto Romano e dei diritti dell’oriente mediterraneo der Università di Roma. In Oxford war er während eines Forschungsaufenthaltes 1999 Gast am Jesus College und 2000 dann für Forschungen in St. Gallen, wo er vor allem in der Stiftsbibliothek arbeiten konnte. 2002 habilitierte sich Avenarius mit einer Monografie zum Thema Der pseudo-ulpianische liber singularis regularum: Entstehung, Eigenart und Überlieferung einer hochklassischen Juristenschrift und erlangte dabei die Lehrbefugnis für die Fächer Römisches Recht, Bürgerliches Recht und Neuere Privatrechtsgeschichte. Anschließend arbeitete er als Oberassistent am Institut für Römisches und Gemeines Recht der Universität Göttingen und ging für eine Lehrstuhlvertretung noch im gleichen Jahr an die Universität zu Köln. Am 1. April 2003 wurde er dort zum Professor (C 4) für Bürgerliches Recht, Römisches Recht und Neuere Privatrechtsgeschichte ernannt. Er leitet das Institut für Römisches Recht in Köln.

## Sonstiges
Avenarius ist an der Universität zu Köln Ombudsmann bei Vorwürfen wissenschaftlichen Fehlverhaltens. Er ist außerdem Vertrauensdozent der Hanns-Seidel-Stiftung und Mitglied der Justizprüfungsämter bei den Oberlandesgerichten Köln und Düsseldorf.

## Veröffentlichungen (Auswahl)
- Savignys Lehre vom intertemporalen Privatrecht (= Quellen und Forschungen zum Recht und seiner Geschichte. 3). Wallstein, Göttingen 1993, ISBN 3-89244-059-X (zugleich Dissertation, Universität Göttingen 1992).
- Rezeption des römischen Rechts in Rußland. Dmitrij Mejer, Nikolaj Djuvernua und Iosif Pokrovskij (= Quellen und Forschungen zum Recht und seiner Geschichte. 11). Wallstein, Göttingen 2004, ISBN 3-89244-767-5.
  - erweiterte Ausgabe in russischer Sprache: Римское право в России. Академия, Moskau 2008, ISBN 978-5-87444-296-5.
- Der pseudo-ulpianische liber singularis regularum. Entstehung, Eigenart und Überlieferung einer hochklassischen Juristenschrift (= Quellen und Forschungen zum Recht und seiner Geschichte. 12). Wallstein, Göttingen 2005, ISBN 3-89244-901-5 (zugleich Habilitationsschrift, Universität Göttingen 2002).
- als Herausgeber: Friedrich Carl von Savigny: Pandekten. Obligationenrecht, allgemeiner Teil (= Savignyana. Texte und Studien. 8 = Studien zur europäischen Rechtsgeschichte. 228). Nach Savignys Vorlesungsmanuskript herausgegeben. Klostermann, Frankfurt am Main 2008, ISBN 978-3-465-04052-1.
- Fremde Traditionen des römischen Rechts. Einfluß, Wahrnehmung und Argument des „rimskoe pravo“ im russischen Zarenreich des 19. Jahrhunderts. Wallstein, Göttingen 2014, ISBN 978-3-8353-1541-9.
- als Bearbeiter: Corpus der römischen Rechtsquellen zur antiken Sklaverei (CRRS). Teil 4: Stellung des Sklaven im Privatrecht. Band 3: Erbrecht: Aktive Stellung, Personeneigenschaft und Ansätze zur Anerkennung von Rechten (= Forschungen zur antiken Sklaverei. Beiheft 3,4,3). Franz Steiner, Stuttgart 2017, ISBN 978-3-515-11579-7.
- Ordo testamenti. Pflichtendenken, Familienverfassung und Gemeinschaftsbezug im römischen Testamentsrecht (= Ius Romanum. Beiträge zu Methode und Geschichte des römischen Rechts. 10). Mohr Siebeck, Tübingen 2024, ISBN 978-3-16-163241-9.